# New Craven Park
Le New Craven Park est un stade de rugby anglais de 9 024 places. Il est le stade officiel de l'équipe de rugby à XIII de Hull KR. Ce club évolue au sein du championnat européen de rugby à XIII : la Super League.
Le stade se situe dans la ville de Kingston upon Hull dans le comté du Yorkshire de l'Est en Angleterre.

## Histoire

### Cynodrome pour lévriers
Les premières courses au stade ont lieu le 11 novembre 1989. Les courses au stade ont alors lieu les lundis, jeudis et samedis soir. Le nouveau circuit avait une circonférence de 415 mètres pour des distances de course de 290, 462, 490, 655 et 705 mètres.